# Клоссовски, Пьер
Пьер Клоссовски (Клоссовский) (фр. Pierre Klossowski; 9 августа 1905, Париж, Франция — 12 августа 2001, там же) — французский философ, психоаналитик, писатель, художник, литературный критик, переводчик, старший брат Бальтюса.
В качестве своих предшественников признавал де Сада, Фридриха Ницше, Зигмунда Фрейда, Жоржа Батая. В 1960—1970-х годах снялся в нескольких фильмах, в том числе — в ленте Брессона «Наудачу, Бальтазар» (1966).

## Биография
Родители переехали в Париж из Бреслау в Силезии в 1903 году. Отец — Эрих Клоссовски, художник, искусствовед польского происхождения; мать — Элизабет Доротея Спиро, художница, среди друзей известная как Баладина.

## Творческая характеристика
В сборнике «Сад, мой ближний» (1947) Клоссовский развивает идею «интегрального атеизма», знаменующего собой конец антропоморфного разума. «Интегральный атеизм» утверждает, что вместе с «абсолютным гарантом» принципа идентичности (тео- или антропоцентризмом) исчезает сам этот принцип, а также моральные и физические обоснования ответственности индивидуального «Я». Основным мотивом деятельности субъекта является «желание», которое, в отличие от «сексуальности», остается неизменным на всей протяжённости развития психосоматической конституции индивида.
Переводил Вергилия, Светония, Гёльдерлина, Ницше, Кафку, Пауля Клее, Вальтера Беньямина, Шелера, Витгенштейна, Хайдеггера. Новаторский перевод Вергилия, вызвавший полемику со стороны профессиональных филологов-антиковедов, привлёк внимание Мишеля Фуко, Мишеля Деги, Антуана Бермана.

## Признание
Национальная литературная премия (1981).

## Публикации на русском языке
- Театр без спектакля: Заметки П. Клоссовски и др. — М.: Союзтеатр, Офсет принт Москва, 1990.
- Сад и революция / Пер. Г. Генниса // Маркиз де Сад и XX век. — М.: Культура, 1992. — С. 25—46.
- Бафомет / Сост. и пер. с фр. В. Лапицкого. — СПб.: Академический проект, 2002. ISBN 5-7331-0244-6.
- Маркиз де Сад и Революция // Коллеж социологии, 1937—1939 / Сост. Дени Олье. — СПб.: Наука, 2004. — 588 с. ISBN 5-02-026870-4.
- Диана и Бафомет. / Пер. В. Лапицкого. — СПб.: Амфора, 2011.
- Живой монетой = La Monnaie vivante. / Пер. с фр. В. Е. Лапицкого; под науч. ред. С. Л. Фокина. — М.: Издательство Института Гайдара; Санкт-Петербург: Центр экономической культуры, 2023. — 88 с. — (Серия «Новое экономическое мышление»). ISBN 978-5-93255-660-3